# Terriera clithris
Terriera clithris är en svampart som först beskrevs av Karl Starbäck, och fick sitt nu gällande namn av P.R. Johnst. 2001. Terriera clithris ingår i släktet Terriera och familjen Rhytismataceae.   Inga underarter finns listade i Catalogue of Life.